# Евфимий (Сайфи)
Евфимий Сайфи (в миру Михаил Сайфи,араб. إيفيمي صيفي‎) — митрополит Тиро-Сидонский Антиохийской православной церкви, сторонник унии с Римско-католической церковью. За свою прокатолическую деятельность его называют «архитектором» Мелькитской католической церкви, которая фактически была образована через несколько месяцев после его смерти.

## Биография
Михаил Сайфи родился в зажиточной христианской семье, образование получил в патриаршей школе и у латинских миссионеров. В 1666 году патриархом Макарием III был посвящён в диакона, а затем в священника. В 1682 году патриархом Кириллом V Заимом хиротонисан в епископа и возведён на Тиро-Сидонскую кафедру. Епископское служение Евфимия пришлось на время усиления влияния европейских государств и католических миссионеров и одновременно ослабления османского контроля над арабскими провинциями. 20 декабря 1683 года Евфимий принял католичество о чём уведомил Рим через капуцинского миссионера. Установив дружеские отношения с друзскими эмирами Южного Ливана и османскими властями Сайды, Евфимий обеспечил автономию своей епархии от Антиохийского престола. В 1684 году Сайфи учредил монашеский орден аль-Мухаллисия (Василианский орден святого Спасителя). В 1701 году Конгрегацией пропаганды веры митрополит Сайфи был назначен администратором всех мелькитов-католиков, а в 1711 году близ Сайды он основал монастырь Дайр-эль-Мухаллис (монастырь Спасителя), ставший центром пропаганды униатизма с Римом в среде мелькитов. В 1716 году, учитывая ослабление Османской империи и растущее европейское влияние, антиохийский патриарх Кирилл V предпринял попытку сближения с Римом. Посредниками между патриархом и католиками выступили митрополит Евфимий, священник Серафим Танас (племянник Сайфи по материнской линии) и францисканцы.
Прокатолическая позиция Евфимия вызвала реакцию в Православной церкви. В 1714 году иерусалимский патриарх Хрисанф Нотара осудил трактат Сайфи, а в октябре 1718 года патриарх Константинопольский Иеремия III отлучил его от Церкви. Грамота об отлучении была передана антиохийскому патриарху Кириллу V, однако тот не предпринял против Евфимия серьёзных мер. Смерть патриарха Кирилла V в январе 1720 года спровоцировала борьбу за патриарший престол между Евфимием Сайфи и Афанасием Даббасом. В ходе борьбы за патриарший престол Евфимий проиграл более осторожному Афанасию, который стал Антиохийским патриархом. В 1722 году антиохийский патриарх Афанасий был вызван в Константинополь, где православные патриархи (константинопольский, иерусалимский и антиохийский) опубликовали послание с осуждением католических догматов и митрополита Евфимия. После этого православные обратились к османским властям за помощью в борьбе против Сайфи. После перевода в Дамаск губернатора Сайды Осман-паши (покровителя Евфимия Сайфи), Евфимий был арестован и заточён в тюрьму. После трёхмесячного нахождения под стражей, Сайфи был освобождён и переехал в Дамаск под защиту своего прежнего покровителя. Скончался в Дамаске в ноябре 1723 года.

## Оценки деятельности
Евфимий оставил ряд поэтических и эпистолярных произведений. Главное богословское сочинение Евфимия носит название «Блестящее доказательство». В своей работе Сайфи говорит о близости католического и православного богословия, защищает Филиокве, чистилище и примат апостола Петра. В 1711 году Иосиф Ассемани перевёл работу Евфимия на латинский язык. В среде арабов-христиан, Евфимий был известен как выдающийся учёный, а современники называли его «сосуд знания». Однако некоторые современные исследователи ставят под сомнение степень владения Евфимием литературным арабским языком и представления об «учёности» в среде мелькитов XVIII века. Евфимий Сайфи был сторонником нововведений в православное богослужение и его латинизации. Его инициативы были подвергнуты критике как со стороны православных, так и стороны Рима и католиков, а после его смерти были осуждены.